# Gasflaschen für medizinische Gase
Gasflaschen für medizinische Gase, auch Arzneimittelgasflaschen genannt, sind spezielle Druckgasbehälter, die zur Lagerung und Anwendung von medizinischen Gasen wie Sauerstoff, Stickstoff oder Distickstoffmonoxid verwendet werden. Sie gelten rechtlich nicht nur als Transport- und Lagerbehältnisse, sondern bilden in Kombination mit dem abgefüllten Gas eine pharmazeutische Verpackung und damit einen Bestandteil des Arzneimittels selbst.

## Rechtliche Einordnung
Nach dem deutschen Arzneimittelgesetz (AMG) sowie nach europäischen und internationalen Vorgaben müssen Arzneimittelgasflaschen besonderen Anforderungen entsprechen. Eine Gasflasche ohne entsprechende Bauartzulassung oder Konformitätsbewertung ist nicht verkehrsfähig und kann rechtlich als „gefälschtes Arzneimittel“ eingestuft werden.

## Anforderungen
- Bauartzulassung: Gasflaschen müssen nach nationalen und internationalen technischen Vorschriften geprüft sein, z. B. gemäß der Druckgeräterichtlinie.
- CE-Kennzeichnung: Für das Inverkehrbringen in der Europäischen Union ist eine Konformitätserklärung mit CE-Kennzeichnung verpflichtend.
- Pharmakopöe-Standards: Die Flaschen müssen den Vorgaben der Europäischen Pharmakopöe, der United States Pharmacopeia sowie den Richtlinien der Weltgesundheitsorganisation entsprechen.
- Materialverträglichkeit: Zwischen dem Behältermaterial und dem abgefüllten Gas dürfen keine Wechselwirkungen auftreten. Zur Sicherstellung werden teilweise spezielle Innenbeschichtungen eingesetzt.
- Patientensicherheit: Da medizinische Gase direkt am Patienten angewendet werden, steht die Einhaltung höchster Sicherheitsstandards im Vordergrund.

## Farbkennzeichnung
Die Europäische Norm EN 1089-3 ist eine europäische Norm, die ein Farbcodierungssystem zur Kennzeichnung von Gasflaschen für technische und medizinische Gase festlegt.

## Aktuelle Entwicklungen
Mit der neuen EU-Verpackungsverordnung (Richtlinie 94/62/EG, Packaging and Packaging Waste Regulation, PPWR) werden zusätzliche Anforderungen an Druckgasbehälter im Lebensmittel- und Medizinbereich eingeführt. Ab dem 12. August 2026 dürfen im Lebensmittelbereich nur noch Gasflaschen mit einer positiven Konformitätsbewertung in Verkehr gebracht werden. Für den medizinischen Bereich bestehen vergleichbare Vorschriften bereits seit längerem.